# Maria Żuk

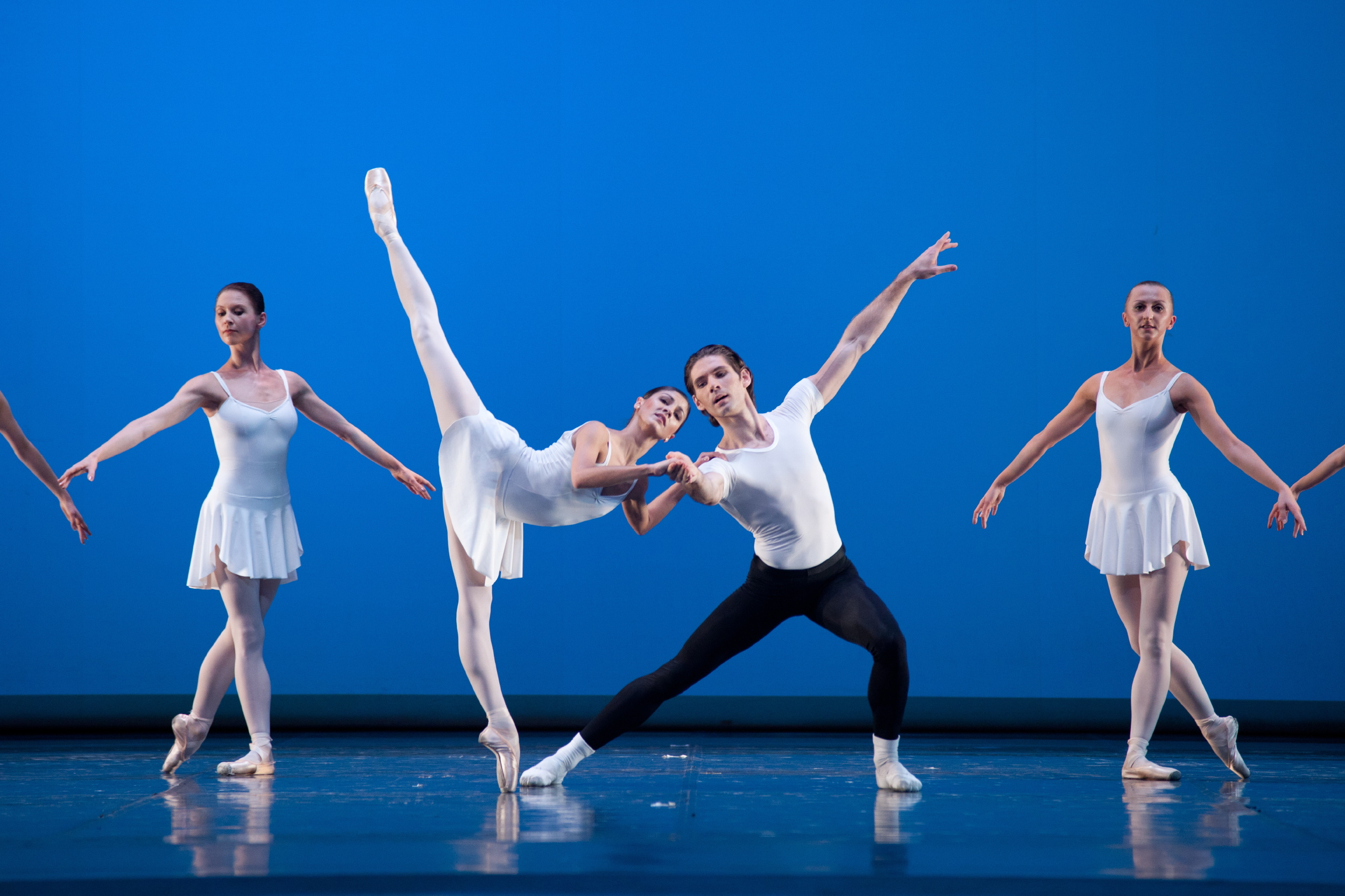
Maria Żuk i Vladimir Yaroshenko w balecie Concerto Barocco George'a Balanchine'a, Polski Balet Narodowy

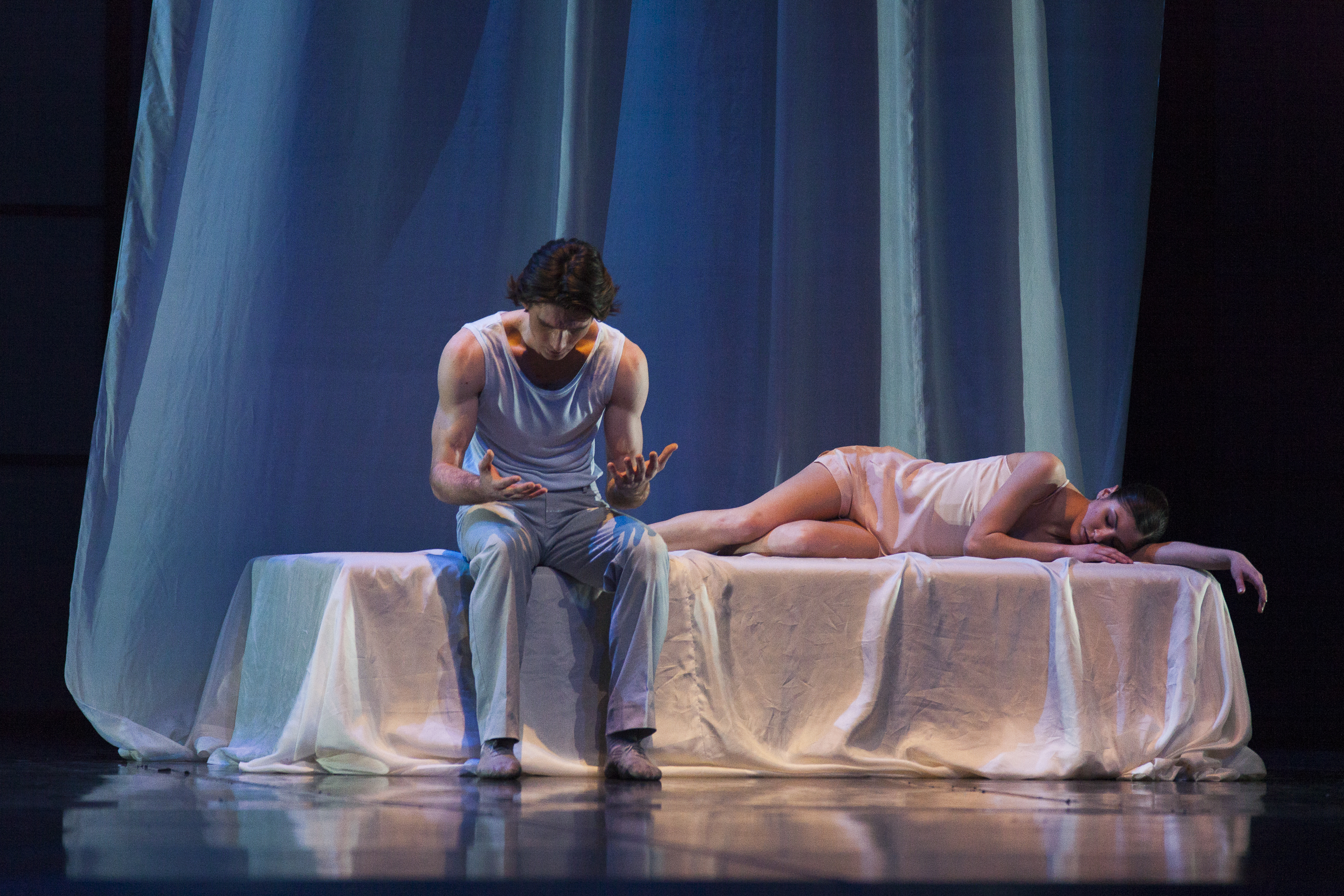
Maria Żuk i Vladimir Yaroshenko w Romeo i Julii w choreografii Krzysztofa Pastora, Polski Balet Narodowy

Maria Żuk (ur. w Krasnodarze jako Мария Жук, angl. Maria Zhuk) – rosyjsko-polska artystka baletu od 2007 związana z polską sceną, w latach 2012–2019 jako pierwsza solistka Polskiego Baletu Narodowego.

## Życiorys
Jest absolwentką Państwowej Szkoły Baletowej w Krasnodarze.
Rozpoczynała karierę jako tancerka Krasnodarskiego Teatru Baletu Jurija Grigorowicza (2003–2007). W początkach 2007 została solistką baletu Teatru Muzycznego w Lublinie (w 2007 jako solistka), ale jeszcze w tym samym roku przeniosła się do Teatru Wielkiego – Opery Narodowej w Warszawie. Początkowo była tam koryfejką baletu, a w 2009 została solistką Polskiego Baletu Narodowego. 1 września 2012 została podniesiona do rangi pierwszej solistki. W 2019 zrezygnowała z dalszej kariery scenicznej.
Prywatnie jest żoną Patryka Walczaka, jednego z pierwszych solistów Polskiego Baletu Narodowego.

## Najważniejsze role
Opracowano na podstawie materiału źródłowego

### Teatr Wielki – Opera Narodowa/Polski Balet Narodowy
- Ozylda w Tristanie (Krzysztof Pastor)
- Nikija i Cień-solistka 2. w Bajaderze (trad. / Natalia Makarowa)
- Allegro assai w Kurcie Weillu (Krzysztof Pastor)
- Klara i Lalka w Dziadku do orzechów (Andrzej Glegolski)
- Odetta-Odylia i Pas de quatre w Jeziorze łabędzim (trad. / Irek Muchamiedow)
- Solistka i Duet w Concerto Barocco (George Balanchine)
- Kopciuszek i Wróżka Zimy w Kopciuszku (Frederick Ashton)
- Kitty w Annie Kareninie (Alexei Ratmansky)
- Aria 1. i 2. w In Light and Shadow (Krzysztof Pastor)
- Siedem dziewcząt w czerwieni w Święcie wiosny (Wacław Niżyński / Millicent Hodson)
- Cztery młode kobiety w Święcie wiosny (Maurice Béjart)
- Klara i Solistka Walca Kwiatów w Dziadku do orzechów (Toer van Schayk & Wayne Eagling)
- Syrena w Synu marnotrawnym (George Balanchine)
- Księżniczka Aurora w Śpiącej królewnie (trad. / Jurij Grigorowicz)
- Duet 1. w Moving Rooms (Krzysztof Pastor)
- Duet 2. w Artifact Suite (William Forsythe)
- Duet "Wie lange noch?" w Weill Suite (Krzysztof Pastor)
- Dama w Hamlecie (Jacek Tyski)
- Julia i Przyjaciółka Julii w Romeo i Julii (Krzysztof Pastor)
- Duet 1. w Adagio & Scherzo (Krzysztof Pastor)
- Królowa Driad i Kitri-Dulcynea w Don Kichocie (trad. / Alexei Fadeyechev)
- Hipolita-Tytania w Śnie nocy letniej (John Neumeier)
- Księżna Izabela w Casanovie w Warszawie (Krzysztof Pastor)
- Duet w Chopinianach (Michaił Fokin / Alexei Fadeyechev)
- Pas de six w Poskromieniu złośnicy (John Cranko)
- Małgorzata Gautier w Damie kameliowej (John Neumeier)
- Księżniczka Alix-Odetta w Jeziorze łabędzim (z nowym librettem, Krzysztof Pastor z obrazem wg Lwa Iwanowa)
- Odrodzona 2. w Koncercie f-moll Chopina (Krzysztof Pastor)

### Krasnodarski Teatr Baletu (wcześniej)
- Amor w Don Kichocie (trad. / Jurij Grigorowicz)
- Cień-solistka 1 w Bajaderze (trad. / Jurij Grigorowicz)
- Pas de trois w Jeziorze łabędzim (trad. / Jurij Grigorowicz)
- Węgierska Narzeczona w Jeziorze łabędzim (trad. / Jurij Grigorowicz)
- Grand Pas w Rajmondzie (trad. / Jurij Grigorowicz)
- Hiszpańska Lalka w Dziadku do orzechów (Jurij Grigorowicz)
- Duet w Chopinianach (Michaił Fokin)
- Przyjaciółka Kitri w Don Kichocie (trad. / Jurij Grigorowicz)
- Klara w Dziadku do orzechów (Jurij Grigorowicz)
- Kamień Szlachetny w Kamiennym kwiecie (trad. / Jurij Grigorowicz)
- Frygia w Spartakusie (Jurij Grigorowicz)
- Księżniczka Szirin w Legendzie o miłości (Jurij Grigorowicz)